# A Family Matter
A family matter es el 77mo episodio de la serie de televisión norteamericana Gilmore Girls.

## Resumen del episodio
Luke recibe la visita de su hermana Liz, quien está en Stars Hollow para una reunión con sus amigas de la escuela. Jamie visita a Rory en Yale y le pide que hable con Paris, ya que esta no le ha dado el trato que él merece; así, Rory finalmente enfrenta a Paris sobre la situación que ella tiene, y le dice que no puede tratar así a Jamie mientras está con Asher, entonces Paris llama a Jamie y termina con él. Lane se adapta a la vida en la suite de Rory; mientras tanto, Jason intenta pasar una mañana libre de trabajo junto con Lorelai, pero se ve acosado por las constantes llamadas telefónicas del extranjero. Lorelai pasa por la tienda de la Sra. Kim y le informa que Lane está en Yale, con Rory. Lorelai y Jason acuerdan que ella le contará a Emily el viernes sobre su relación, pero cambia de parecer cuando su madre bromea sobre lo ridículo que sería si su hija y el socio de Richard saliesen juntos. Luego de haber reportado la desaparición del auto de Jess, Luke se sorprende al ver regresar a su sobrino con su auto, ayudado por una grúa. Jess se queda a dormir en su auto, y las chicas Gilmore lo descubren. Lorelai le dice a Luke que no quisiera que Jess se quede en medio del frío invernal, así que él lo hace pasar a su casa, y él se irá donde Nicole.

## Curiosidades
- Luego de hablar por teléfono con Emily, el cabello de Lorelai cambia de posición entre su hombro y detrás de éste.
- Cuando Luke está con Liz y se vacía jugo en el vaso le pone la tapa al jugo, pero cuando la cámara enfonca a Luke de nuevo el jugo no tiene tapa y segundos después la vuelve a tener.
- Cuando Lorelai habla con Rory por teléfono la puerta está abierta y antes de llegar Lane, la puerta está entreabierta.
- Mientras Rory habla con su madre por teléfono, Lane aparece con su abrigo puesto en una escena y en la otra lo tiene en el brazo.
- Rory tiene una falda de cuadros cuando está empacando su ropa para ir a casa, llega y enseguida se van a cenar a casa de los abuelos y cuando se quita el abrigo tiene una falda café

- Datos: Q11679617